# Bizagi
Bizagi ist ein unabhängig geführtes weltweit tätiges Softwareunternehmen mit Hauptsitz in Großbritannien, das 1989 gegründet wurde. Bei dem Namen handelt es sich um eine Zusammensetzung der beiden Wörter „Business“ (Geschäft) und „Agility“ (Wendigkeit).

## Unternehmensgruppe
Sitz der Unternehmensgruppe ist Buckinghamshire (Corporate Headquarters). Sitz der nordamerikanischen Niederlassung ist Santa Clara. Sitz der lateinamerikanischen Niederlassung (Latam Headquarters) ist Bogotá. Weitere Niederlassungen bestehen in Madrid, München und einigen amerikanischen Ländern.
Das Unternehmen entwirft und entwickelt Unternehmenssoftware für Geschäftsprozessmanagement, engl. Business Process Management (BPM). Die durch das Unternehmen vertriebene Bizagi BPM Suite besteht aus drei einander ergänzenden Produkten.

## Produkte
- Mit der Freeware-Anwendung Bizagi BPMN Modeler werden Prozesse in dem als Business Process Model and Notation (BPMN) bekannten Standardformat graphisch abgebildet, dokumentiert und simuliert. Die Verwendung von Bizagi Modeler ermöglicht die Veröffentlichung von Prozessen in Word, PDF, Wiki, Web oder SharePoint oder den Export in Visio, Bildformate (PNG, BPM, SVG oder JPG) und XPDL[2] und somit deren Verbreitung und Kommunikation innerhalb von Organisationen.
- Mit der Freeware-BPM-Lösung Bizagi Studio können Organisationen Geschäftsprozesse und Workflows erstellen (automatisieren). In der Standardeinstellung der Plattform wird bis zu 20 Nutzern das kostenlose Testen von Prozessen ermöglicht. Den Nutzern dient sie in Vorbereitung auf Prozessausführungen als Konstruktionsmodul zum Erstellen von Prozessanwendungen (Benutzeroberfläche, Formulare, Geschäftsregeln etc.), die für die jeweiligen Geschäftsprozesse und Arbeitsabläufe relevant sind. Die Modelle werden in einer Datenbank gespeichert und während der Laufzeit zur Prozessausführung genutzt.
- Bizagi Engine greift auf die zuvor modellierten und automatisierten Prozesse zu und führt diese innerhalb der Organisation aus. Von Bizagi Engine automatisierte Prozesse werden dann in einem Work Portal zugänglich gemacht, auf das die Endnutzer über einen PC oder mobile Endgeräte zugreifen können.

## Anwendungen
Bizagi kann zur Automatisierung von Prozessen verwendet werden. Im Bizagi Process Xchange steht zudem eine Anzahl von ausführbaren Prozessentwürfen zum Download bereit. Verfügbar sind unter anderem Vorlagen in den Bereichen Helpdesk-Management, Six-Sigma-Prozessmanagement, Privatkreditanfragen, Risikobewertung bei Versicherungsabschlüssen und Transaktionsprozesse.
2013 führte Bizagi Widgets ein. Mit der Auswahl an verschiedenen gebrauchsfertigen Erstellungskomponenten wird den Prozessen zusätzliche Funktionalität verliehen. Dazu zählen Kartenkomponenten, Tortendiagramme und Rechner, die von der öffentlichen Bizagi-Community über Widget Xchange erstellt und gepflegt werden.

## Auszeichnungen und Preise
- Bizagi erhält die TEC-Zertifizierung (Technology Evaluation Centers)[5]
- In einer Studie des Fraunhofer-Instituts für Experimentelles Software Engineering (IESE) schneidet Bizagi im Rahmen der Marktanalyse von BPM Suites für das Jahr 2014 als bestes Produkt ab[6]
- Im MarketScape-Bericht für weltweite Geschäftsplattformen des Jahres 2014 von IDC wird Bizagi als „Major Player“ und „Disruptive Innovator“ angepriesen[7]
- Im Forrester-Bericht zu „Neuen Entwicklungsplattformen für kundenorientierte Anwendungen“ von 2014 wird Bizagi als führende Low-Code-Plattform aufgeführt[8]

Zudem erhielten Unternehmen, die Bizagi verwenden, folgende Auszeichnungen:
- Zwei Preise für BPM- und Workflow-Exzellenz, 2014[9]
- Bizagi erscheint in den Global Top 100 innovativer Technologieunternehmen von Red Herring[10]
- Bei der „Local to Global“-Expo am 20. November 2014 erkannte die Jury von PwC Bizagi als „vielversprechendstes Technologieunternehmen“ an.[11]